# Operação White Giant
A Operação White Giant (em português:  Operação Gigante Branco) foi uma ofensiva militar de março-abril de 1965 conduzida pelas forças da República Democrática do Congo e seus aliados para retomar o nordeste da província de Orientale dos insurgentes durante a rebelião simba. A operação teve sucesso nos seus objectivos, cortando o abastecimento dos rebeldes simbas pelos seus aliados em Uganda e no Sudão.

## Antecedentes
Após a sua independência em 1960, a República do Congo tornou-se objeto de uma série de convulsões e conflitos políticos denominados coletivamente de "Crise do Congo". Em 1964, insurgentes chamados Simbas lançaram uma grande rebelião nas regiões orientais, infligindo pesadas perdas ao Exército Nacional Congolês (ANC). O presidente Joseph Kasa-Vubu nomeou Moïse Tshombe como novo Primeiro-Ministro para resolver a crise. Tshombe já havia liderado o Estado separatista de Katanga, cujas forças armadas consistiam na Gendarmaria Katangesa e em mercenários de apoio.

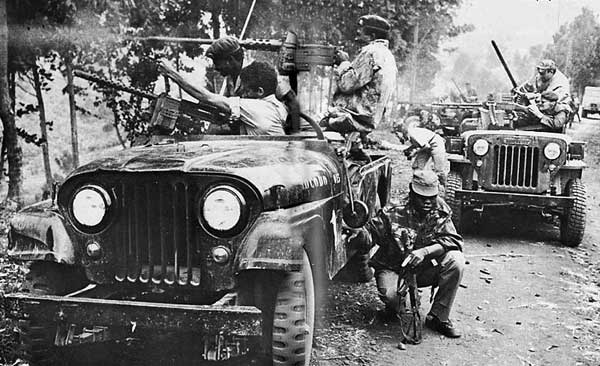
Soldados do ANC, incluindo mercenários negros e brancos, em combate com rebeldes simba.

Após o fracasso das negociações com os simbas, Tshombe recrutou um grande número de ex-gendarmes e mercenários para apoiar o ANC. Essas tropas foram lideradas por Mike Hoare e organizadas como unidades denominadas "Comandos", contando com velocidade e poder de fogo para superar em armamento e manobra os insurgentes. As forças de segurança reforçadas conseguiram deter o avanço dos simbas. No final de 1964, o governo congolês e os seus aliados, incluindo a Bélgica e os Estados Unidos, organizaram uma grande contra-ofensiva contra os rebeldes simbas. Esta campanha resultou na recaptura de vários assentamentos no nordeste do Congo, principalmente Stanleyville. Os mercenários desempenharam um papel importante na ofensiva, reforçando a sua reputação e fazendo com que Tshombe prolongasse os seus contratos, bem como alistasse mais deles.
Em janeiro de 1965, Hoare foi promovido a tenente-coronel pelo General Joseph-Desiré Mobutu, chefe do Estado-Maior do ANC. O líder mercenário também foi incumbido de retomar a região a oeste do Lago Albert. Para tanto, recebeu o comando de uma zona militar denominada "Operação Nordeste" na província de Orientale. Hoare, auxiliado por dois outros comandantes mercenários, nomeadamente o Capitão John Peters e o Major Alastair Wicks, posteriormente elaborou um plano para uma ofensiva com o codinome "White Giant", pois os mercenários foram apelidados localmente como "gigantes brancos". A operação começaria em Bunia, uma cidade que ficava às margens do Lago Albert e ainda era controlada pelo governo. Cerca de 970 soldados foram designados para a campanha, equipados com carros blindados Ferret e morteiros. O contingente de Hoare também contou com o apoio secreto da CIA dos Estados Unidos, incluindo exilados cubanos que pilotavam aeronaves militares e eram chamados coletivamente de "Makasi".
O objectivo geral da Operação White Giant era cortar as linhas de abastecimento estrangeiro dos simbas provenientes de Uganda e do Sudão. Vários Estados estrangeiros, incluindo Cuba, usaram estes dois países para canalizar ajuda aos insurgentes simbas. Um comunista afro-cubano, nom-de-guerre "Gombe", supostamente até comandou as forças simbas na região fronteiriça.

## Operação

Província de Orientale (vermelha) dentro da República Democrática do Congo.

Em 15 de março de 1965, o 5º Comando do ANC iniciou a Operação White Giant com a menor Operação Kingfisher. Neste esforço inicial, 58-59 mercenários liderados por Roy Larsen capturaram o porto de Mahagi em um ataque marítimo usando navios de pesca no Lago Albert. Enquanto isso, as tropas governamentais restantes ("Force Whisky") atacaram Mahagi por terra, tomando Nioka no caminho. Apesar da resistência rebelde significativa, a Força Whisky capturou Mahagi e reforçou as tropas de Larsen antes que fossem esmagadas. No entanto, os soldados do ANC foram rapidamente atacados por soldados do Exército de Uganda próximos. No meio destes confrontos, cerca de 200 rebeldes fugiram para o Uganda.
Posteriormente, as tropas do governo começaram a avançar de Nioka-Ngote em direção a Aru, Aba e Faradje. Esses assentamentos fronteiriços serviram como principais centros rebeldes de abastecimento e reforços. Neste avanço, as forças do governo organizaram-se em três colunas: o 5º Comando no centro, o 14º Comando (principalmente catangueses) sob o comando de Christian Tavernier no flanco esquerdo e a "Força John-John" sob o comando de Peters no flanco direito. Cerca de 100 habitantes locais pró-ANC foram recrutados como guias. Primeiro, as três colunas atacaram Golu; depois de vencerem algumas defesas avançadas simba, a cidade foi tomada com pouco esforço. Hoare então enviou tropas sob o comando do Major Wicks e do Capitão Peters para capturar Djalasiga e Kerekere, respectivamente, uma tarefa que ambos cumpriram.
Posteriormente, o 14º Comando tomou de assalto Aru, destruindo a ponte local para Uganda. O armamento rebelde e os documentos capturados pelas forças governamentais em Aru confirmaram que os insurgentes locais foram fornecidos pelo Exército de Uganda em troca de ouro das minas regionais. Eles também encontraram armas de fabricação chinesa. Em seguida, a Força John-John atacou Aba. Este último local, apesar de abrigar um quartel-general rebelde, foi abandonado pelos simbas sem luta. As tropas governamentais tomaram armamento abandonado em Aba e descobriram provas de que conselheiros sudaneses e egípcios tinham estado anteriormente presentes no quartel-general dos insurgentes. As tropas de Hoare perseguiram os rebeldes através da fronteira com o Sudão, eliminando o "santuário" rebelde local. O governo sudanês, cansado da presença Simba no seu território, não protestou contra esta violação da fronteira. Ao regressar ao Congo, Hoare ordenou a destruição de uma ponte que ligava Aba ao Sudão em 11 de maio. Ele então enviou as forças de Wicks e o 14º Comando para capturar Faradje. Assim, em poucos dias, as tropas governamentais cortaram as importantes rotas de abastecimento dos insurgentes no nordeste.
Neste ponto, começou a segunda fase da Operação White Giant, com o objetivo de retomar as principais cidades restantes do nordeste da província de Orientale. Em 24 de maio, as forças de Hoare procederam à captura de Dungu, apoiadas pelas forças makasi. Com base nos relatos de Hoare e outros mercenários, o pesquisador Anthony Rogers afirmou que as forças governamentais atacaram primeiro Watsa, seguidas por Dungu e Niangara. Em contraste, Frank Villafana referiu-se ao diário de voo do exilado cubano e piloto da CIA, Luis Fernández Ardois-Anduz, segundo o qual as tropas do governo capturaram Dungu antes de Watsa. Niangara possivelmente caiu nas mãos das forças governamentais na mesma época. Segundo Villafana, as forças governamentais tomaram Niangara em junho como parte da Operação Violettes Imperiales. As forças governamentais então avançaram sobre Watsa, onde importantes minas de ouro estavam localizadas. Para atacar Watsa, no entanto, elas tiveram que atravessar uma ponte controlada pelos simbas sobre o rio Kibali; que era defendido por uma guarnição insurgente local de cerca de 1.200 militantes. Para facilitar o avanço, Hoare pediu aos makasi apoio aéreo da CIA, a qual respondeu enviando quatro T-28 e dois B-26K para bombardear tanto a ponte quanto a cidade, fazendo com que os insurgentes fugissem. Villafana afirma que pelo menos uma aeronave da CIA foi abatida durante a Operação White Giant, com o seu piloto, Fausto I. Gómez, morto em combate. No entanto, Gómez foi morto em 17 de dezembro de 1964, meses antes do início da Operação White Giant. As tropas do governo atacaram Watsa em 29 de maio. Depois de retomar Watsa, as forças de segurança executaram entre 50 e 60 simbas capturados em vingança por um massacre cometido pelos rebeldes na cidade em novembro anterior. A Operação White Giant foi assim concluída após sete semanas de combate.

## Consequências
A Operação White Giant conseguiu fechar as principais rotas de abastecimento rebeldes no nordeste, embora uma presença rebelde significativa permanecesse na área. Os insurgentes simbas lançaram uma série de contra-ataques na área nas semanas seguintes, embora não tenham conseguido recapturar nenhum grande assentamento. A próxima ofensiva governamental, denominada Operação Violettes Imperiales, foi lançada em 29 de maio de 1965. A Operação White Giant foi uma das principais campanhas de 1965, a qual efetivamente quebrou a resistência dos rebeldes simbas, apesar da persistência de forças insurgentes dispersas após 1965.